# Panagiotis Moullas
Panagiotis Moullas (griechisch Παναγιώτης Μουλλάς, auch in der Transkription Panagiōtēs Mullas; * 1935 in Kilkis; † 11. September 2010) war ein griechischer Literaturwissenschaftler und Neogräzist sowie Professor für Byzantinistik und Neogräzistik an der Aristoteles-Universität Thessaloniki.
Nach dem Studium der byzantinischen und neugriechischen Philologie an der Universität Thessaloniki, wo er von Linos Politis geprägt wurde, war Moullas von 1961 bis 1966 wissenschaftlicher Mitarbeiter des Εθνικόν Ίδρυμα Ερευνών („Nationale Stiftung für wissenschaftliche Forschungen“) in Athen. 1966 floh er nach Paris, wo er zunächst französische Literatur und Geschichte studierte und von 1970 bis 1977 Lektor für Neugriechisch an der Universität Paris X-Nanterre und am Institut néo-hellénique de Paris IV-Sorbonne war, dessen Leiter Konstantinos Thiseos Dimaras war, mit dem Moullas schon in Athen zusammengearbeitet hatte. 1976 erwarb er das Doctorat d’État mit einer Dissertation über Les concours poétiques de l’ Université d’ Athènes, 1851–1877 („Die poetischen Wettbewerbe an der Universität Athen, 1851–1877“). 1977 wurde er zum außerordentlichen, 1980 zum ordentlichen Professor für neugriechische Philologie an der Universität Thessaloniki ernannt. Im Jahr 2000 wurde er emeritiert.
Moullas hat unter anderem griechische Prosaschriftsteller (Alexandros Papadiamantis, Georgios Vizyinos) und Briefsammlungen (Photis Politis, Manolis Triantafyllidis) herausgegeben und Lukian, Aischylos und Gustave Flaubert ins Neugriechische übersetzt. Seine Hauptarbeitsgebiete waren die neugriechische Literatur des 19. und 20. Jahrhunderts.
1993 wurde er für sein Buch über die neugriechische Epistolographie mit dem Titel Ο λόγος της απουσίας („Das Wort der Abwesenheit“) mit dem Staatspreis für Essay und Literaturkritik (Κρατικό βραβείο δοκιμίου και κριτικής) ausgezeichnet. 2001 erhielt er den Vassilis Xanthopoulos – Stefanos Pneumatikos Preis für herausragende Leistungen in der Lehre. Zu seinen Schülern zählen unter anderen Marilisa Mitsou und Miltos Pechlivanos.
Von 2011 an schreibt die Kulturstiftung der Nationalbank Griechenlands (Μορφωτικό Ίδρυμα Εθνικής Τραπέζης) alljährlich einen Preis im Gedenken an Panagiotas Moullas für eine wissenschaftliche Arbeit eines Postgraduierten zur neugriechischen Philologie aus.

## Schriften
- Λουκιανού: Εταιρικοί και νεκρικοί διάλογοι (προλεγόμενα, μετάφραση, σημειώσεις). Γαλαξίας 1967.
- Γκυστάβ Φλωμπέρ: Η αισθηματική αγωγή (χρονολόγιο, προλεγόμενα, βιβλιογραφία, μετάφραση, σημειώσεις). Γαλαξίας 1971, Οδυσσέας 1981.
- Α. Παπαδιαμάντης αυτοβιογραφούμενος (εισαγωγή, κείμενα, κρίσεις). Ερμής 1974, 1981.
- Γ. Μ. Βιζυηνός: Νεοελληνικά διηγήματα (εισαγωγή, κείμενα, κρίσεις). Ερμής 1980.
- Για τη μεταπολεμική μας πεζογραφία – Κριτικές καταθέσεις. Στιγμή 1989.
- Les concours poétiques de l'Université d'Athènes, 1851–1877. Secrétariat général à la Jeunesse, Athènes, 1989 (Archives historiques de la jeunesse grecque, 22)
- Ο λόγος της απουσίας. Δοκίμιο για την επιστολογραφία με 40 ανέκδοτα γράμματα του Φώτη Πολίτη (1908–1910). Μορφωτικό Ίδρυμα Εθνικής Τραπέζης, Athen, 1992, ISBN 960-250-062-X.
- Η Παλαιότερη πεζογραφία μας. Από τις αρχές της ως τον πρώτο παγκόσμιο πόλεμο: Εισαγωγή, vol. I. Σοκόλη, Athen, 1998.
- (Hrsg.): Μανόλης Τριανταφυλλίδης: Αλληλογραφία 1895–1959. Thessaloniki, 1. Aufl. 2001, ISBN 960-231-093-6.